# براين فيلبس
براين فيلبس (بالإنجليزية: Brian Phelps)‏ هو ممثل أمريكي، ولد في 5 مايو 1959 في الولايات المتحدة.

## وصلات خارجية
- براين فيلبس على موقع IMDb (الإنجليزية)
- براين فيلبس على موقع قاعدة بيانات الفيلم (الإنجليزية)